# Helen Nearing
Helen Knothe Nearing (Ridgewood, 23 febbraio 1904 – Harborside, 17 settembre 1995) è stata una scrittrice statunitense.

## Biografia
Era figlia di Frank Knothe, proprietario di un'attività di abbigliamento. Crebbe in una famiglia economicamente agiata di teosofisti e fu vegetariana per tutta la vita. Frequentò la Ridgewood High School e studiò violino. Da giovane, ebbe una relazione romantica con Jiddu Krishnamurti.
Nel 1928 iniziò una relazione con Scott Nearing e si sposarono quasi 20 anni dopo, il 12 dicembre 1947, quando lei aveva 43 anni e lui 64. Nel 1934, la coppia lasciò New York per Winhall, in Vermont, dove acquistarono un grande tratto di foresta per 2200 dollari e una fattoria di medie dimensioni per 2500 dollari. Desideravano vivere una vita più "significativa", migliorare la loro salute e distanziarsi dalla società moderna. Nel loro podere condussero un'esistenza in gran parte ascetica e autosufficiente, coltivando gran parte del loro cibo e costruendo nove edifici in pietra in due decenni. Si guadagnavano da vivere producendo sciroppo e zucchero d'acero dagli alberi del loro terreno e attraverso occasionali conferenze a pagamento di Scott Nearing.
Nel 1952, i due coniugi si trasferirono in un podere a Brooksville, nel Maine, sul promontorio di Cape Rosier, dove continuarono a coltivare gran parte del loro cibo utilizzando pratiche di agricoltura biologica. Coltivavano mirtilli per venderli.
Helen Nearing morì nel 1995 in un incidente stradale a Harborside, nel Maine.

## Opere
The Good Life Picture Album, 1974
Simple Food for the Good Life, 1980
Wise Words for the Good Life, 1980
Our Home Made of Stone, 1983
Loving and Leaving the Good Life, 1992
Light on Aging and Dying, 1995
Con Scott Nearing:
The Maple Sugar Book, 1950
Living the Good Life, 1954
Socialists Around the World, 1958
Building and Using Our Sun-Heated Greenhouse, 1977
Continuing the Good Life, 1979
The Good Life, 1989